# João Domingos Bomtempo
João Domingos Bomtempo (Lisbonne, 28 décembre 1775 – Lisbonne, 18 août 1842) est un compositeur, pianiste, pédagogue et hautboïste portugais. Il est le premier compositeur portugais à composer des symphonies et des œuvres de musique de chambre.

## Biographie
João Domingos Bomtempo est le sixième des dix enfants d'un musicien d'origine italienne, Francesco Saverio Bomtempo, hautboïste à l'Orchestre royal de la cour à Lisbonne et Mariana da Silva († 1838). Son père est son premier professeur. Il lui enseigne son instrument, le piano et le contrepoint. Il poursuit ses études musicales à la Fraternité Sainte-Cécile où il est petit soprano et peut-être au Séminaire patriarcal de Lisbonne et en 1792, il est toujours chanteur à la chapelle royale.
Après la mort de son père le 8 août 1795, il lui succède au poste de premier hautbois, le 16 septembre, avec un salaire identique. Il abandonne le poste en 1801, lorsqu'il s'installe à Paris pour s'y perfectionner. Contrairement à ses collègues musiciens contemporains, il n'a pas d'ambition pour l'opéra. À partir de 1804, il y commence une carrière de pianiste virtuose à la Salle Olympique sous la direction de Kreuzer (concert du 24 janvier 1804). Il publie ses premières œuvres chez Leduc et sont joués son premier concerto (1er mars 1804) et sa première symphonie (8 mai 1809 avec le troisième concerto pour piano), salués par Le publiciste, le Journal général de la France et le Courrier de l’Europe. En revanche le Allgemeine musikalische Zeitung en 1810, critique son « jeu de bras »,. Après son dernier concert en France, le 15 janvier 1810, avec son quatrième concerto et de nouveau sa première symphonie, la presse le salue encore :

« Il suffit d'avoir entendu sa première symphonie pour le mettre déjà au rang des plus célèbres compositeurs. »

— Journal général de la France, 17 janvier 1810.
Il poursuit sa carrière à Londres, où il s'établit à l'automne la même année, en raison de la situation politique et du revers militaire au Portugal de Napoléon. Il y retrouve d'autres collègues pianistes, dont John Field et Muzio Clementi rencontrés à Paris dès 1802. Ce dernier, avec lequel il se lie d'amitié, sera l'éditeur de sa musique outre-Manche (une dizaine d'œuvres, dont une méthode de piano en 1816). Il lui dédie ses trois sonates opus 9 (1811).
En 1811, il retourne au Portugal, mais effectue plusieurs voyages à Londres (1816 et 1819) et Paris (1818–1820) — époque où il compose sa messe de requiem — avant de se fixer à Lisbonne en 1820. Il fonde en août 1822, une Société philharmonique (Sociedade Filarmónica), destinée à promouvoir la musique de son temps, tels Haydn, Mozart et Beethoven et ses propres compositions et où, lors de concerts publics, se retrouve la bonne société,. L'activité en est troublée par la période du mouvement Vilafrancada et se poursuit irrégulièrement jusqu'à l'avènement du régime absolutiste en 1828 ; puis la société est dissoute.
Après avoir vécu cinq années au consulat de Russie sous la protection du consul, à partir de 1833 avec le retour des libéraux, il est professeur de la jeune Marie II et il est décoré de l'ordre du Christ. Le 5 mai 1835, est fondé le conservatoire de Lisbonne, sur le modèle parisien (destiné à remplacer le vieux Séminaire patriarcal créé en 1713). Il y enseigne le piano et en est le premier directeur, jusqu'à la fin de sa vie.
Il se marie en octobre 1836, avec Maria das Dores Almeida, avec qui il a un fils, Fernando Maria Bomtempo, né le 23 août 1837 et dont le roi Fernando et la reine sont parrains.

## Œuvres (sélection)
En tant que compositeur João Domingos Bomtempo laisse des pièces pour piano — influencées par Muzio Clementi — (dont onze sonates), de la musique de chambre, des œuvres pour orchestre (dont quatre concertos pour piano imprimés et deux symphonies), ainsi que des œuvres chorales et un opéra inachevé. Son requiem dédié à la mémoire de Luís de Camões, est sans doute son œuvre maîtresse et la plus connue de ses compositions.
Certaines œuvres sont sans numéro d'opus.

### Piano
Les onze sonates pour piano sont composées pendant ses séjours à Paris et Londres.
Sonates
- n° 1 en fa majeur op. 1 (Paris, Leduc) dédié à la princesse de Portugal.
- n° 2 en ut majeur op. 5 (pt) (Paris) découverte en 1992.
- n° 3 en mi bémol majeur op. 9 n° 1
- n° 4 en ut majeur op. 9 n° 2
- n° 5 en ut majeur op. 13 « sonate facile » (Londres 1811, Clementi) dédiée par Bomtempo à « ses élèves ».
- n° 6 en la bémol majeur op. 15 n° 1
- n° 7 en sol mineur op. 15 n° 2
- n° 8 en sol majeur op. 18 n° 1
- n° 9 en fa mineur op. 18 n° 2
- n° 10 en mi bémol majeur op. 18 n° 3
- n° 11 en mi bémol majeur op. 20
- Autres pièces : Variações sobre o 'Minueto Afandangado'  (Fandango et variations) op. 4 ; Variações sobre um tema de Paesiello 'Nel cor piú non mi sento'  (Introduction, cinq variations et fantaisie sur un air favori de Paisiello) op. 6 ; Capricho e Variações sobre o 'God Save The King'  (Capriccio et variations sur « God Save the King ») en mi bémol majeur op. 8 ; Fantaisie en ut mineur op. 14 ; Ária Popular com Variações (Variations sur un chant populaire français) op. 15 n° 3 ; 12 études op. 19 ; Fantasia e Variações sobre a Ária de Mozart (Fantaisie et variations sur un thème de 'Die Zauberflöte' ) en sol mineur op. 21 ; Ária da Ópera 'Alessandro in Efeso' composta e arranjada para Piano (Variations sur un thème de 'Alessandro in Efeso' ) en si bémol majeur op. 22 ; Variations sur un thème de 'La Donna del Lago' de Rossini en mi mineur ; Valse.

### Musique de chambre
Bomtempo est un adepte de la formation piano et cordes et plus particulièrement pour le quintette. Il laisse onze œuvres pour cette formation, dont deux partitions inachevées.
- Quintette avec piano en mi bémol majeur, op. 16 (1813 ou 1814)
- Quintette avec piano en ré majeur
- Fantaisie pour piano et quatuor à cordes
- Sérénade, pour piano, flûte, clarinette, 2 trompettes, hautbois et contrebasse en fa majeur
- Sonate pour violon et piano ;

### Orchestre
- Concertos pour piano : n° 1 en mi bémol majeur op. 2 ; n° 2 en fa mineur op. 3 ; n° 3 en sol mineur op. 7 ; n° 4 en ré majeur op. 12 ; n° 5 en ut majeur op.24 (2ème mouvement, orchestration : César Viana & Finale reconstruction : César Viana)
- Symphonies : n° 1 en mi bémol majeur op. 11 (créée à Paris en 1809, jouée à Londres l'année suivante) ; n° 2 en ré majeur (1835) ;
- Pièces diverses : Ouverture en ut mineur ; Fantaisie pour piano ; Divertimento pour piano.

### Avec voix
- Cantates : Hino lusitano (Hymne lusitanien) op. 10 ; À Paz da Europa (À la paix en Europe) op. 17 ;
- Requiem, à memória de Camões en ut mineur, op. 23 (1818, éd. Leduc) création, Paris 1819.
- Quatro Absolvições (Quatre absolutions)
- Libera me Domine en ut mineur (1835)
- Te Deum en fa majeur
- Messe en fa majeur
- Opéra : Alessandro in Efeso, inachevé.

### Pédagogie
- Elementos de Música e Método de tocar Piano Forte ; com exercícios de todos os géneros, seis lições progressivas, trinta prelúdios em todos os tons, e doze estudos, obra composta e oferecida à nação portuguesa, por J.D. Bomtempo. Soit : Éléments de la musique et méthode de jeu du piano-forte ; avec des exercices de toutes sortes, six leçons progressives, trente préludes dans toutes les nuances et douze études, une œuvre composée et offerte à la nation portugaise.

## Discographie
- Messe de requiem - Ana Pusar-Jerič, soprano ; Heidi Reiss, alto ; Christian Vogel, ténor ; Hermann Christian Polster, basse ; Chœur et orchestre de la radio de Berlin, dir. Heinz Rögner (1-5 décembre 1980, Portugalsom / Berlin Classics) (OCLC 42845220)
- Concertos pour piano nos 2 et 4 - Nella Maíssa, piano ; Orchestre symphonique de Nuremberg, dir. Klauspeter Seibel (15-17 juillet 1985, Portugalsom) (OCLC 46638897)
- Concertos pour piano nos 1 et 3 - Nella Maíssa, piano ; Orchestre symphonique de Nuremberg, dir. Klauspeter Seibel (22/25 septembre 1986, Portugalsom) (OCLC 24107682)
- Concerto pour piano no 5 - Mathias Trapp, piano ; Musica Portuguesa Do Sec. XIX, dir. Cesar Viana (juillet 1998, BMG Classics 7432 1 611 492)
- Requiem - Angela Maria Blasi, soprano ; Liliana Bizineche-Eisinger, mezzo-soprano ; Reinaldo Macias, ténor ; Michel Brodard, basse ; Chœur Gulbenkian et Orchestre Gulbenkian, dir. Michel Corboz (14-16 juin 1994, Virgin / Erato) (OCLC 1020518918 et 898474566)
- Symphonies nos 1 et 2 - Nouvelle philharmonie Portugaise, dir. Alvara Cassuto (1996, Movieplay)
- Sonates pour piano op. 5, 15 no 2 et 18 no 2 - Gabriela Canavilhas, piano (23-25 février 1998, Portugalsom SP 4187) (OCLC 52534581)
- Symphonies nos 1 et 2 - Orchestre philharmonique de la NDR de Hanovre, dir. César Viana (4-8 octobre 1999, Portugalsom SP 4291)
- Quintettes avec piano - Gabriela Canavilhas, piano ; Quarteto Capela (2003, Movieplay MOV 3-11039)
- Sonates pour piano op. 5, 13 et 15 (vol. 1) - Philippe Marquez, piano (9-10 septembre 2013, Movimento patrimonial perla música Portuguesa)
- Sonates pour piano (intégrale) - Luísa Tender, piano (27 juin-1er juillet 2018, 2 SACD Grand Piano GP801-02)